# Большеухие складчатогубы
Большеухие складчатогубы, или отомопсы (лат. Otomops), — род летучих мышей семейства складчатогубых (Molossidae).

## Внешний вид и строение
Длина тела с головой 60—103 мм, хвоста 30—50 мм, предплечья 49—70 мм.
Окрас красновато-коричневый, светло-коричневый или темно-коричневый. Большинство видов имеют серую или беловатую область на задней части шеи и верхней части спины. Есть ряд небольших шипов вдоль передней границы ушей. Уши, 23-40 мм в длину, объединяет низкая мембрана. Железистый мешочек иногда расположен в нижней части горла.

## Образ жизни
Эти летучие мыши ночуют в пещерах, дуплах деревьев и человеческих стройках, как правило, в одиночку или в малых группах. Однако, есть сообщения о нескольких колониях Otomops martiensseni, в которых обитает по несколько сотен особей.

## Виды
База данных Американского общества маммологов (ASM Mammal Diversity Database) признаёт 8 видов большеухих складчатогубов:
- Яванский складчатогуб (Otomops formosus)
- Otomops harrisoni
- Otomops johnstonei
- Otomops madagascariensis
- Складчатогуб Мартиенсена (Otomops martiensseni)
- Папуанский складчатогуб (Otomops papuensis)
- Плащеносный складчатогуб (Otomops secundus)
- Складчатогуб Ротона (Otomops wroughtoni)